# Urbanismo en España
La institución fundamental del urbanismo en España, como en el resto de países, es la ciudad que se suele definir como conjunto de edificios y calles, regidos por un ayuntamiento, cuya densa y numerosa población se suele dedicar a actividades no agrícolas. En España, tras el crecimiento urbano, hay que establecer un criterio homogéneo y unificador para la redefinición de ciudad que puede ser cualitativo o cuantitativo.
Los criterios cualitativos destacan el aspecto fisonómico y morfología, están ligados a la percepción propia del paisaje y muy expuestos a la subjetividad; son los menos empleados. Los cuantitativos son los más empleados al permitir medir y comparar espacios. 
Uno de los criterios más utilizados hoy es la interacción y organización espacial de los núcleos urbanos que se deriva de la división económica del trabajo que señala una heterogeneidad del paisaje dentro del mundo urbano. Las identidades del paisaje urbano están interrelacionadas entre sí y con otras ciudades y pueblos de la periferia componiendo así el sistema urbano.
La ciudad la podemos definir como asentamiento con capacidad de organizar el territorio e insertarse en una red interrelacionada o cohesionada de asentamientos de la misma categoría. Puede complementarse con una nueva terminología surgida en los últimos años debido al fuerte urbanismo de los últimos 50 años como el concepto de metrópoli, que es una ciudad que se convierte en un centro impulsor del crecimiento de una región, abastecedor de bienes y servicios.
Una conurbación es un crecimiento paralelo de ciudades que se funden en una sola. Metrópoli es un crecimiento urbanizado que se extiende a lo largo de varios kilómetros y sirve como punto de enlace de ciudades y metrópolis. Las megalópolis presentan gran densidad de población, sistema de comunicación bastante eficiente y con centros de decisión política y riqueza. La aglomeración urbana es una agregación de municipios próximos entre sí y constituye un continuo urbano.

## Historia

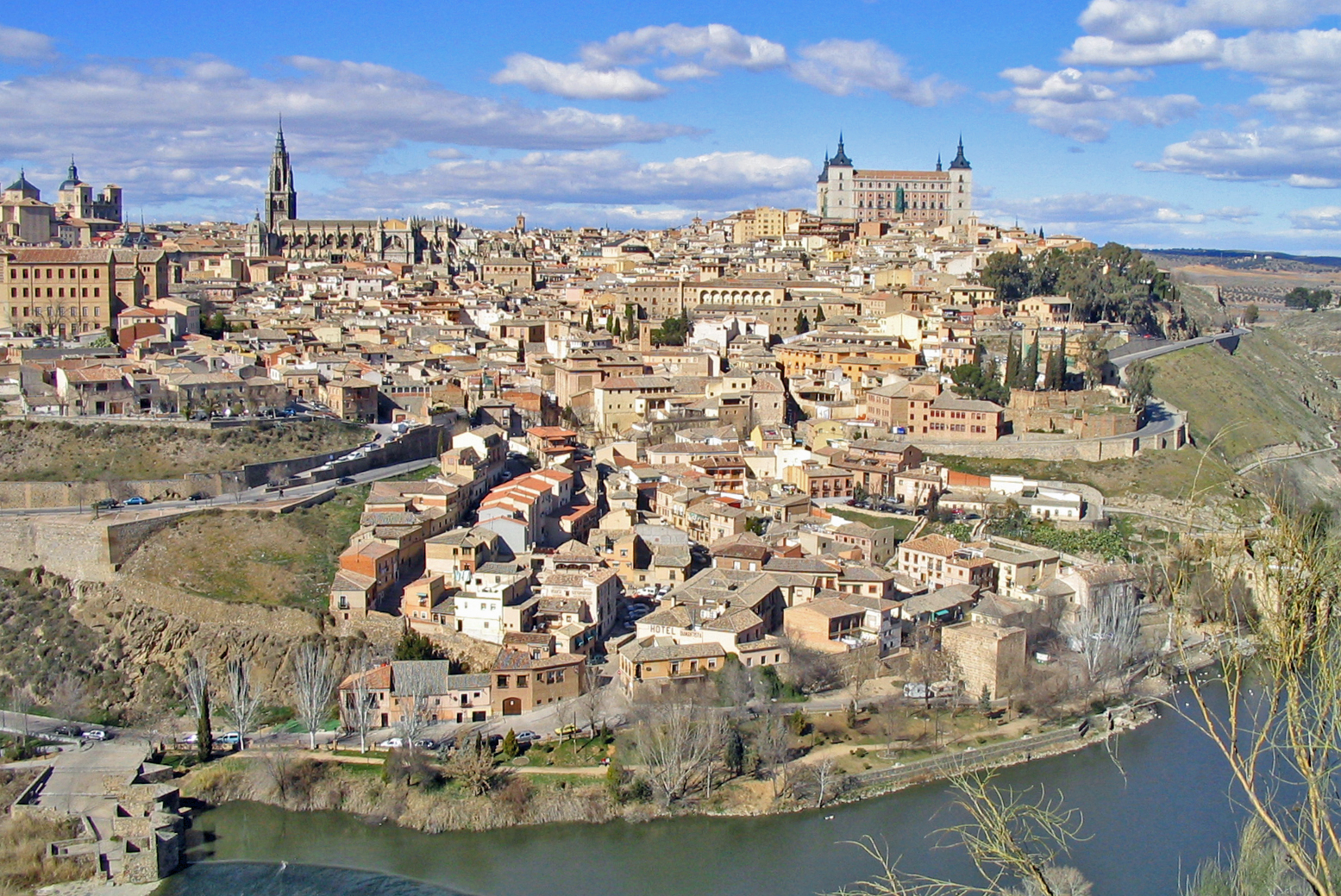
Vista parcial de Toledo.

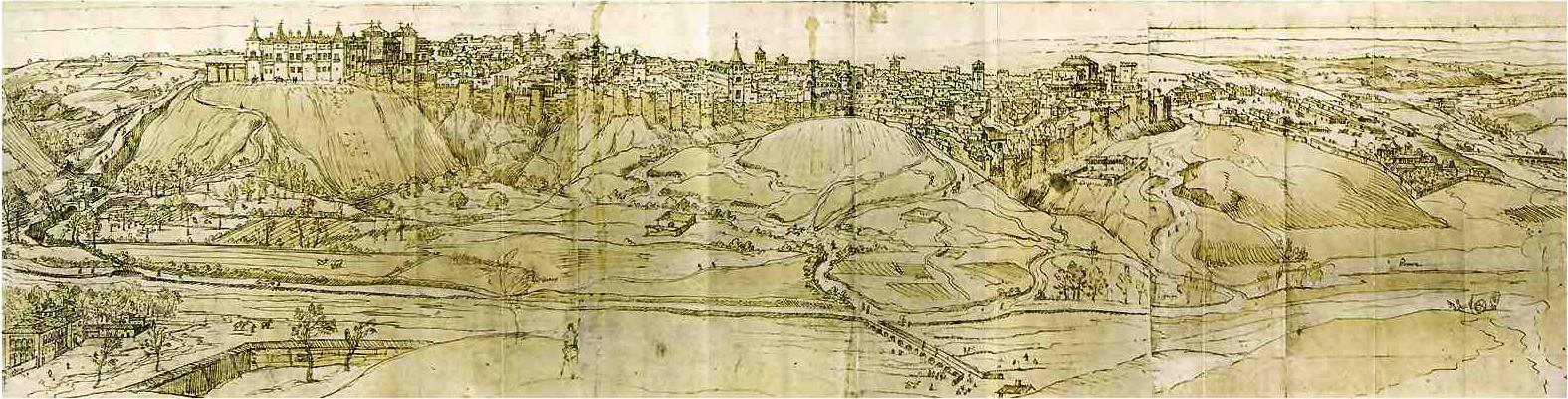
Dibujo de Madrid en 1562.

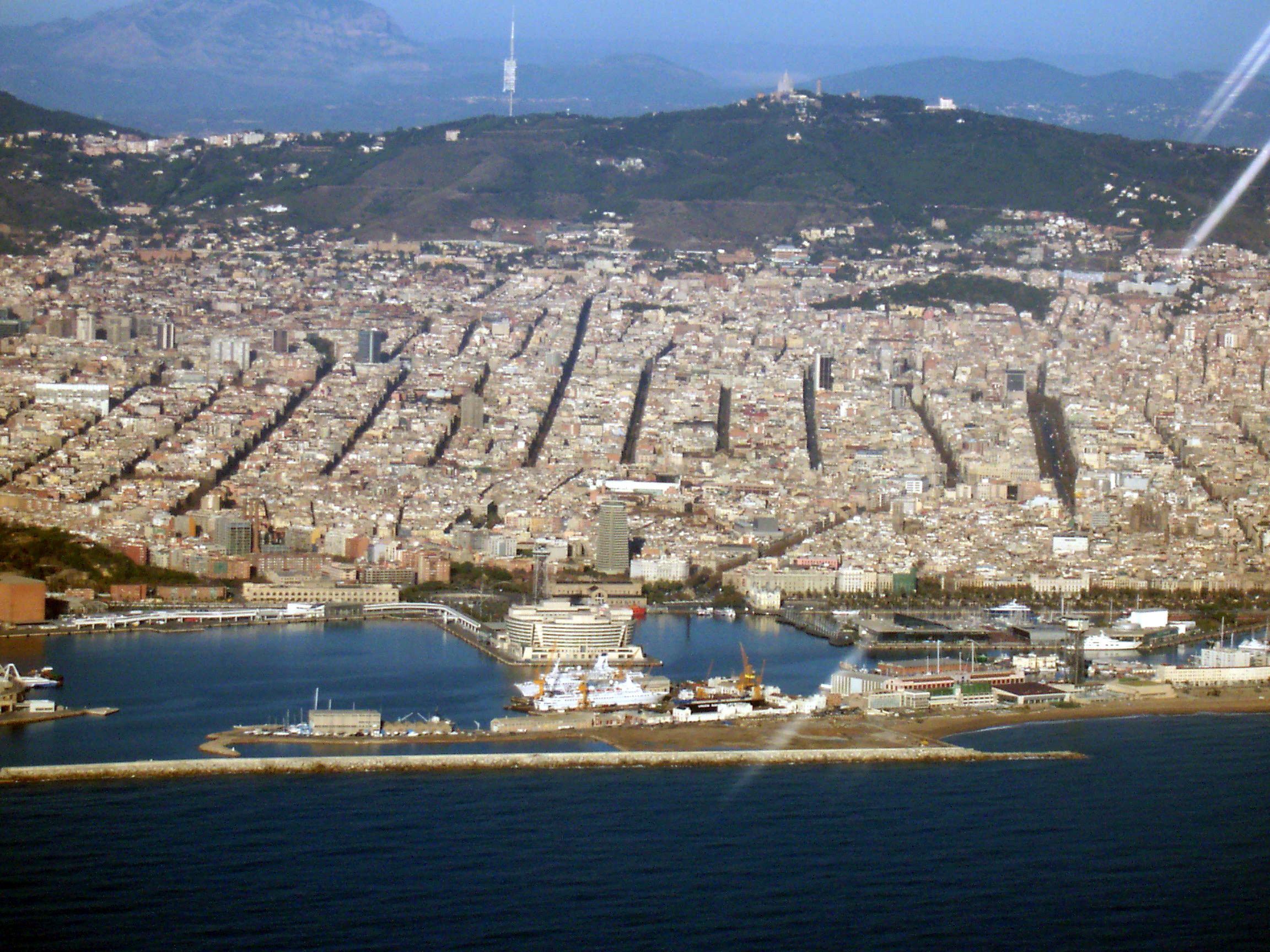
Vista aérea de Barcelona.

A partir de la época romana, podemos hablar de hecho urbano. Uno de los aspectos de la urbanización en este periodo fue la adaptación de estos enclaves a los criterios urbanísticos de Roma. El plano es de tipo ortogonal, que presenta el cardus y el decumanus, que atravesarían la ciudad en forma de cruz. En otras ciudades se implantan diferentes organismos para poder controlar la población y también habrá obras como acueductos como en Tarraco, Augusta Emerita, etc. Ya en la Edad Media, la invasión musulmana trajo consigo la desaparición de núcleos del sur y en el norte aparecen varios de nueva planta.
Durante la Edad Moderna, el carácter defensivo cobra importancia, lo que se refleja en el plano de la ciudad, sobre todo en las fronterizas y costeras que refuerzan su carácter de fortificaciones considerándose como. No hay que olvidar la creación de nuevas ciudades en el Nuevo Mundo, creación que en número no ha sido superado todavía, y que responden a una serie de patrones recogidos en la Leyes de Yndias, en la recopilación hecha en tiempos de Felipe II. Las ciudades tenían calles trazadas a cordel y la situación de los principales edificios (casa de Gobierno, Iglesia Mayor...) y espacios públicos (plazas) están perfectamente determinados.
En el siglo XVIII se da el cambio de dinastía produciéndose una reactivación económica donde predominan las ideas barrocas. La voluntad real buscó el prototipo de ciudad ilustrada, habiendo construcciones racionales, funcionales, grandiosidad formal, atracción por los espacios abiertos y proliferación de edificios dedicados a la enseñanza y sanidad. Destaca Carlos III en Madrid, que trazó el paseo del Prado y abrió gran parte de los pasos: Puerta de Alcalá, edificios monumentales en las entradas de la ciudad.
Una vez que se empezó a afianzar la industrialización a madiados del siglo XIX, las capitales provinciales empezaron a recibir aporte de población, las más beneficiadas serán Cataluña y Asturias. Entonces, el plano urbano pasó a caracterizarse por el ensanche que surge de las intervenciones de la burguesía y que sigue un modelo de cuadrícula donde el espacio establecido es conocido como generador de renta. Son casi como una auténtica ciudad nueva, Barcelona fue el primer ejemplo, después se dio en Bilbao, Madrid y San Sebastián. En Barcelona, las autoridades para hacer frente al crecimiento demográfico y diferentes epidemias mandan crear un ensanche al ingeniero Ildefonso Cerdá que efectuó el proyecto de reforma en 1859. En 1860 se aprobó el de Madrid llevado a cabo por Carlos María de Castro. Los ensanches tienen un punto de inflexión en 1892 cuando se dictó la Ley de ensanche que facilita la proyección de ensanches de todas las ciudades españolas.
Hasta la Guerra Civil se sigue con la continuidad de los procesos urbanísticos anteriores. Hay una reforma interior de los centros históricos, derribos, realineaciones, saneamientos, etc. También se articuló el espacio urbano con la consolidación de los ensanches y potenció el desarrollo ya que era una forma válida de producir espacio urbano. Posteriormente, entre 1939 y 1959, se da la autarquía económica. Es una situación de declive llamada "etapa de la miseria urbana". A partir de aquí se inicia un intervencionismo total.

## Sistema de asentamiento: La red urbana
El 79% de la población es urbana. Existe un fuerte contraste entre centro y periferia. España presenta un modelo bicéfalo con Madrid y Barcelona. Se puede dividir en zonas de distribución de las ciudades:
- Franja Atlántico-Gallega: Con La Coruña, Vigo, Pontevedra con más de 250.000 habitantes con prolongaciones hacia el interior de Galicia.
- Eje Norteño: Desde Asturias hasta Pamplona (Oviedo, Gijón, Santander, Bilbao, Vitoria, San Sebastián, Pamplona) y también tiene prolongaciones hacia Logroño o Burgos.
- Eje Mediterráneo: Desde Gerona a Cartagena y Lorca con Zaragoza que sirve de unión con el eje norteño. Aquí se incluyen ciudades de peso específico importante como Barcelona, Valencia, Alicante, Elche y Murcia.
- Eje andaluz: Se subdivide en 2, de Almería a Huelva, y el del Valle del Guadalquivir desde Jaén a la costa atlántica.

Jerarquía urbana: Se pueden establecer varios tipos de ciudad:
- Metrópolis nacionales: Son Madrid y Barcelona con un área de influencia sobre todo el país e internacional. Son centros de decisión y administración, servicios especializados, hay gran oferta.
- Metrópolis regionales de primer orden: Son aquellas ciudades entre 500.000 y 2.000.000 habitantes (Valencia, Sevilla,  Zaragoza, Málaga, Murcia) con influencia regional y mantienen flujos directos e intensos con otras metrópolis.
- Metrópolis regionales de segundo orden: Tienen de 200.000 a 500.000 habitantes, con un área de influencia menor y servicios muy especializados. Puede tener flujo con las capitales u otras provincias (Cartagena, Alicante, Santander, Jerez).
- Ciudades medias: Tienen más de 50.000 habitantes, engloba gran parte de las capitales de provincia como Albacete.

### Relaciones y flujos
En las costas mediterráneas las relaciones están más intensificadas y los flujos se encuentran unidos. El eje norteño se une con Asturias. Las relaciones entre Andalucía y Comunidad Valenciana son difíciles aunque van avanzando. También hay relación entre las ciudades cercanas, vemos varios subsistemas que tienen fuertes relaciones entre sí y pueden llegar a sobrepasar el límite regional. Los principales subsistemas son de tres clases:
- Sistemas monocentristas primados: Existe una ciudad que aparece como centro dominante y concentra mucha población y economía. Los núcleos que le rodean están a larga distancia. Se da una fuerte relación dominancia-dependencia. Un ejemplo es Cataluña.
- Sistemas monocéntricos jerárquicos: Aparecen núcleos intermedios entre los extremos. Hay relaciones jerárquicas en las que se enlazan los centros comerciales con la capital regional, provincial y comercial. Un ejemplo es la Comunidad Valenciana.
- Sistemas policéntricos: No existe una jerarquía clara sino varias metrópolis que compitan por dominar todo el sistema. Un ejemplo es Galicia.

El número de subsistemas varía con el tiempo y con el desarrollo de la región. Se suele dividir a España en 11 subsistemas que se insertan en 4 grupos:
- Subsistemas de la periferia oriental y meridional:
  - Subsistema catalán: Es monocéntrico primado, Barcelona está en la cúspide con mucha diferencia. La relación de Barcelona con otros núcleos es fácil debido a que la red de carreteras está bien afianzada y a su buena relación con el subsistema valenciano.
  - Subsistema valenciano: Es monocéntrico jerarquizado. Valencia ejerce su influencia en otras capitales de provincia. Es uno de los motores económicos del país y está muy afianzado.
  - Subsistema andaluz: Es monocéntrico jerarquizado pero es complejo sobre todo en el ámbito más oriental, con una ciudad en la cúspide, Sevilla, que se relaciona con Málaga y Córdoba y es complejo porque antes no se unía a Sevilla con Granada y Almería aunque se ha subsanado con una autovía. Las relaciones son mejores entre las ciudades que se encuentran en el mismo eje (Guadalquivir o litoral).
- Subsistemas de la parte septentrional y del valle del Ebro:
  - Subsistema gallego: Es policéntrico, competencia entre la capital autonómica (Santiago) con las metrópolis de La Coruña y Vigo. Es importante la vertebración a partir de la autopista. Sistema basado en relaciones comerciales y con escasa relación con otros subsistemas.
  - Subsistema asturiano-leonés: Es monocéntrico jerarquizado en el que Oviedo está a la cabeza. Va a extender su ámbito de influencia a León. Tienen importancia las vinculaciones con el País Vasco. Es jerárquico a partir de una evolución histórico desde un policéntrico, que se debía a la minería y a las competencias que se daban.
  - Subsistema vasco: Ha evolucionado de uno policéntrico por la industria a uno monocéntrico jerarquizado. Bilbao está en la cabeza seguida de San Sebastián y Vitoria. Ejerce su influencia hacia Pamplona, Burgos y Santander. Junto con estas relaciones también hay hacia el valle del Ebro (Zaragoza).
  - Subsistema aragonés: Es monocéntrico primado. Está supeditado a la influencia de Zaragoza, es el nexo de unión con el subsistema vasco, catalán y valenciano. También se vincula con Soria y Madrid.

- Subsistemas del interior: En general poco articulados.
- Subsistema vallisoletano: Es monocéntrico jerarquizado que acapara a una escasa red de ciudades. Su principal característica es que ejerce influencia en las capitales de provincia cercanas como Zamora, Palencia, Ávila, entre otras, que también se vinculan a su vez con Madrid.
  - Subsistema madrileño: Es monocéntrico primado que sobrepasa su límite regional y tiene conexiones con la meseta norte y sur que se ve favorecido por el sistema radial de carreteras.

- Subsistemas insulares: Hay que tener en cuenta su carácter de insularidad, las relaciones con la península ibérica son difíciles. Sus espacios urbanos han crecido al amaro del turismo que es su base económica.
  - Subsistema balear: Es monocéntrico primado con Palma de Mallorca es el núcleo principal con peso demográfico y socioeconómico desproporcionado respecto a otros núcleos. No está muy relacionado con la península ibérica y el núcleo con el que tiene más relación es Barcelona.
  - Subsistema canario: Es monocéntrico primado, pero bicéfalo, tiene dos metrópolis como Santa Cruz de Tenerife y Las Palmas que ejercen influencia sobre las demás ciudades. Tiene grandes dificultades para relacionarse con la península ibérica por su separación.

## Dinámica urbana

### Estructura de la ciudad
Tiene sus orígenes en 1985 cuando se abandona la crisis económica siendo un año de recuperación. El precio de la vivienda y suelo comienza a ascender por la demanda y en muchos casos desorbitadamente. En Madrid y Barcelona entre 1984 y 1988 sube el precio de la vivienda un 200%. Los factores que explican esta subida son: mayor demanda tanto de vivienda como oficinas por aumento de edificios empresariales y el crecimiento de la renta de los españoles, entrada de capital extranjero que se generaliza con la entrada de España en la UE. También se explica por la especulación y la ausencia de normativa que le pusiera fin.
Se da la revalorización del centro de la ciudad y el crecimiento de la periferia más barata.
Dentro de la morfología urbana distinguimos el centro, ensanche, núcleos del extrarradio, barrios residenciales y áreas residenciales periféricas.
Los centros históricos se identifican con los espacios construidos antes de la industrialización. Acumula elementos que se superponen correspondientes a diferentes épocas históricas. Muchos de estos cascos tienen su origen en la Edad Media sobre todo con morfología musulmana en el sur y cristiana en el norte.
La evolución de estos centros va a tener un factor principal en el XIX con el ensanche y a partir de aquí la nobleza, clero y burguesía abandonan el centro para vivir en los ensanches quedando el centro aislado y deteriorándose. En los primeros años del XX el centro se empezó a sanear.
Los 60 fueron el “boom de la construcción” lo que supuso el deterioro o destrucción de los centros históricos sustituidos por edificios de gran altura de oficinas o viviendas perdiendo su identidad cultural e histórica, aunque hubo excepciones que se ampararon a la Ley de protección del patrimonio artístico. Con la democracia los colectivos ciudadanos se preocuparon de las condiciones de vida, había deterioro ambiental por el tráfico, carencia de lugares de ocio, escasez de equipamientos y se dio la política de rehabilitación centros históricos que serían un conjunto de actuaciones encaminadas a potenciar los valores, socioeconómicos, históricos, culturales, ambientales y funcionales de los centros parea elevar la calidad de vida del centro urbano y sus habitantes. Destaca Madrid en 1980, Vitoria, Salamanca o Palma de Mallorca. La ley que lo impulsó fue la de Patrimonio Histórico del 1985 con la coordinación del crecimiento urbano con la protección de los monumentos históricos. Siguiendo la evolución destacamos tres rasgos:
- Consolidación de la terciarización económica por concentración en el centro de oficinas bancarias, seguros, organismos públicos, centros comerciales y sedes empresariales.
- Deterioro ambiental por ser lugar de instalación de instalación de comercios, instituciones lo que supuso problemas de aparcamiento, contaminación (tráfico), las calles principales son elementos de tránsito de tráfico y no lugares de recreo, por lo que los ayuntamientos intentan cerrar al tráfico los centros urbanos peatonalizando las calles.
- Dualidad social: El centro es un lugar de cambio socio-demográfico causado por el precio del suelo, la población del centro va envejeciendo con bajos ingresos e índole marginal. En aquellos lugares del centro con cierto prestigio se produce la expulsión de las clases populares por desalojo, declaración de ruina, que se sustituye por grupos sociales con mayor poder adquisitivo y edificando nuevos apartamentos.

Los ensanches surgen a partir del XIX por la expansión de la ciudad por la industrialización. Destaca la proyección de Cerdá en Barcelona buscándose la distribución racional, amplios espacios abiertos y presencia de parques urbanos. Esto se vio alterado por los intereses económicos que jerarquizaron el espacio densificándolo y los espacios cerca del centro fueron monopolizándose por los grupos sociales más favorecidos. Los ensanches han sufrido el mismo problema que los centros urbanos aunque mantienen su función residencial. Se ha producido un fenómeno de terciarización y la sustitución de la vivienda por la oficina comercial. Las clases medias/altas están asentadas en los ensanches. Fruto de esto las clases más favorecidas se han ido a barrios residenciales de la periferia.
Los núcleos del extrarradio tienen origen con la llegada de inmigrantes a la ciudad, con barrios marginales y entraron en contacto con núcleos de población existentes y hace una corona que rodea la periferia de la ciudad. En Madrid destaca Vallecas. Cuanto más cerca estén a la ciudad y mayor comunicación tengan serán más caros.
Barrios residenciales tienen origen en el segundo tercio del XX con viviendas unifamiliares. Al principio están ocupadas por clases medias/bajas. A partir de los 60 se produjo la revalorización de estas zonas porque empezaron a ser atractivas porque significaba un doblamiento de baja densidad con espacios abiertos y zonas arboladas.
Las periferias forman un espacio discontinuo en torno a la ciudad que avanza a lo largo de las vías de comunicación. Es uno de los espacios de más complejidad. Desde punto de vista morfológico existen varios tipos de asentamientos: los polígonos, barriadas, conjuntos residenciales en los que la morfología puede ser abierta o en altura y también hay zonas de baja densidad.
Se ha dado la promoción, con edificaciones de promoción oficial o pública con el interés de la erradicación del chabolismo y promoción privada con mayor heterogeneidad. Las funciones alternan los usos residenciales, polígonos industriales, grandes superficies comerciales, espacios de zonas verdes, ocio…
Desde el punto de vista social existe una separación entre sectores de mayor prestigio con más calidad ambiental y otros grupos más desfavorecidos que se asientan en núcleos menos favorables o espacios dormitorios.

## Últimas transformaciones urbanísticas
Tiene que ver con la potenciación económica de la ciudad para entrar en competencia con otras y para ello tiene que ser atractiva para las inversiones foráneas. Para esto existen planos estratégicos que defienden la mejora en las comunicaciones, nuevos espacios económicos, creación de lugares de ocio y cultura con desarrollo sostenido.
Barcelona fue nombrada sede olímpica en 1986 lo que supuso un punto de inflexión y se plantea una reorganización y modernización. El objetivo era situar a Barcelona como ciudad competitiva en la economía mundial y para esto se llevó a cabo una intervención muy importante en la infraestructura y equipamiento basado en una nueva relación de la ciudad con el Mediterráneo. Se mejora la red ferroviaria y las estaciones de tren, metro, reorganización del antiguo puerto incorporándolo a la ciudad mediante un paseo que llega hasta las ramblas y tenía que estar dotado de edificios públicos y comercios como multicines y centros comerciales. También esta la creación de la villa olímpica, barrios cercanos al mar, puerto deportivo y la habilitación de zonas de playa y jardines.
Sevilla por la EXPO ’92 también destaca, se busca una intervención en la que el Guadalquivir fuera el protagonista e imagen de la ciudad, insertando elementos arquitectónicos que resaltaran el carácter de ciudad. También se construyeron nuevas vías de comunicación a Sevilla como ocho puentes, 60 km de carreteras cercanas. Nuevas infraestructuras como hoteles de convenciones.
Para estudiar el empleo del suelo de la EXPO (su futuro) se crea la Sociedad Cartuja ’93 y se redacta un plan y muchos de estos espacios irán dirigidos a un parque natural, instalaciones de economía (empresas), centros comerciales y área universitaria. Estas reformas son lentas y se dan con dificultad.
Otras reformas son las de Madrid con su proclamación de capital europea de la cultura con intervenciones en la cultura y edificación del recinto ferial y Bilbao donde se busca la rehabilitación de la ría de Bilbao, espacio industrial adecuado a espacios verdes con el museo Guggenheim y zonas verdes.

## Legislación urbanística de España

### Planeamiento urbanístico
El planeamiento urbanístico es, en España, una actividad pública en todas las escalas territoriales, pudiendo delegarse a los agentes privados en la escala inferior al municipio, aunque siempre bajo el control de la administración pública. Los instrumentos de planeamiento urbanístico deben orientarse a la consecución, en su ámbito de aplicación, de los objetivos generales de la actividad urbanística pública, sin perjuicio de promover sus propios objetivos. En aplicación de sus objetivos, los instrumentos de planeamiento urbanístico están legitimados para señalar determinaciones diferentes sobre cada uno de los terrenos a los que se apliquen, incluso cuando los mismos presenten características similares o pertenezcan a un mismo propietario.
Sus contenidos están sujetos a exigencias legales contenidas en las legislaciones nacional y regionales, que establecen formatos para los planes urbanísticos y exigencias mínimas de calidad urbana, entre las que se cuentan:
- Condiciones de uso, intensidad de uso y tipología edificatoria (calificación urbanística): densidades máximas y mínimas, variedad de usos y tipologías...
- Forma, dimensión, superficie por habitante y otros parámetros de los espacios libres públicos. Estos parámetros pretenden asegurar que en la ciudad existan parques y jardines públicos en cantidad y condiciones suficientes. Las legislaciones más avanzadas incluyen determinaciones sobre soleamiento de estos espacios, pavimentos y arbolado.
- Superficie destinada a parcelas para equipamientos públicos. Estos parámetros permiten a la administración disponer de suelo para poder ejecutar después escuelas, centros de salud y otros equipamientos necesarios.
- Cesiones de suelo o aprovechamiento libres de cargas y gratuitas a la administración: estas cesiones incluyen las destinadas a espacios libres y a equipamientos antes referidas, junto con las cesiones de parcelas edificables y los derechos a construir en ellas que recibe la administración gratuitamente.

En cuanto al sistema en sí, se organiza en tres grandes conjuntos:
- el planeamiento general: redactado a escala municipal, contiene las determinaciones de ordenación general para todo el término municipal. En función del municipio pueden ser (los nombres pueden variar en cada legislación autonómica):
  - planes generales de ordenación urbana, y
  - normas subsidiarias municipales; y
- el planeamiento de desarrollo: destinado a un ámbito a escala de barrio, o, en cualquier caso, inferior al municipal. Según la clase y categoría de suelo pueden ser (los nombres pueden variar en cada legislación autonómica):
  - Programa de Actuación Urbanística,
  - planes parciales, y
  - planes especiales (Plan Especial de Reforma Interior PERI)
- Los instrumentos complementarios:
  - estudios de detalle,
  - proyecto de urbanización, y
  - catálogos.

Se entiende por revisión de los instrumentos de planeamiento urbanístico la reconsideración total de las determinaciones de ordenación general, de modo que su aprobación definitiva produce la sustitución del instrumento revisado.
Se entiende por modificación de los instrumentos de planeamiento urbanístico, en cambio, cualquier otro cambio en sus determinaciones vigentes que no suponga una revisión.
En España, la Ley 8/2007, de 28 de mayo, de Suelo, es el soporte jurídico básico de los instrumentos de planeamiento urbanístico en cuanto a condiciones para la igualdad de los españoles en el derecho a la propiedad del suelo; aunque la competencia en la materia recae en las comunidades autónomas de manera exclusiva, por lo que cada una de ellas tiene legislación urbanística propia. Se prevén distintos sistemas de ejecución del planeamiento.
Asimismo, a nivel estatal existe la Ley 8/2013, de 26 de junio, de rehabilitación, regeneración y renovación urbanas.